# Karl Albert Bergmeier

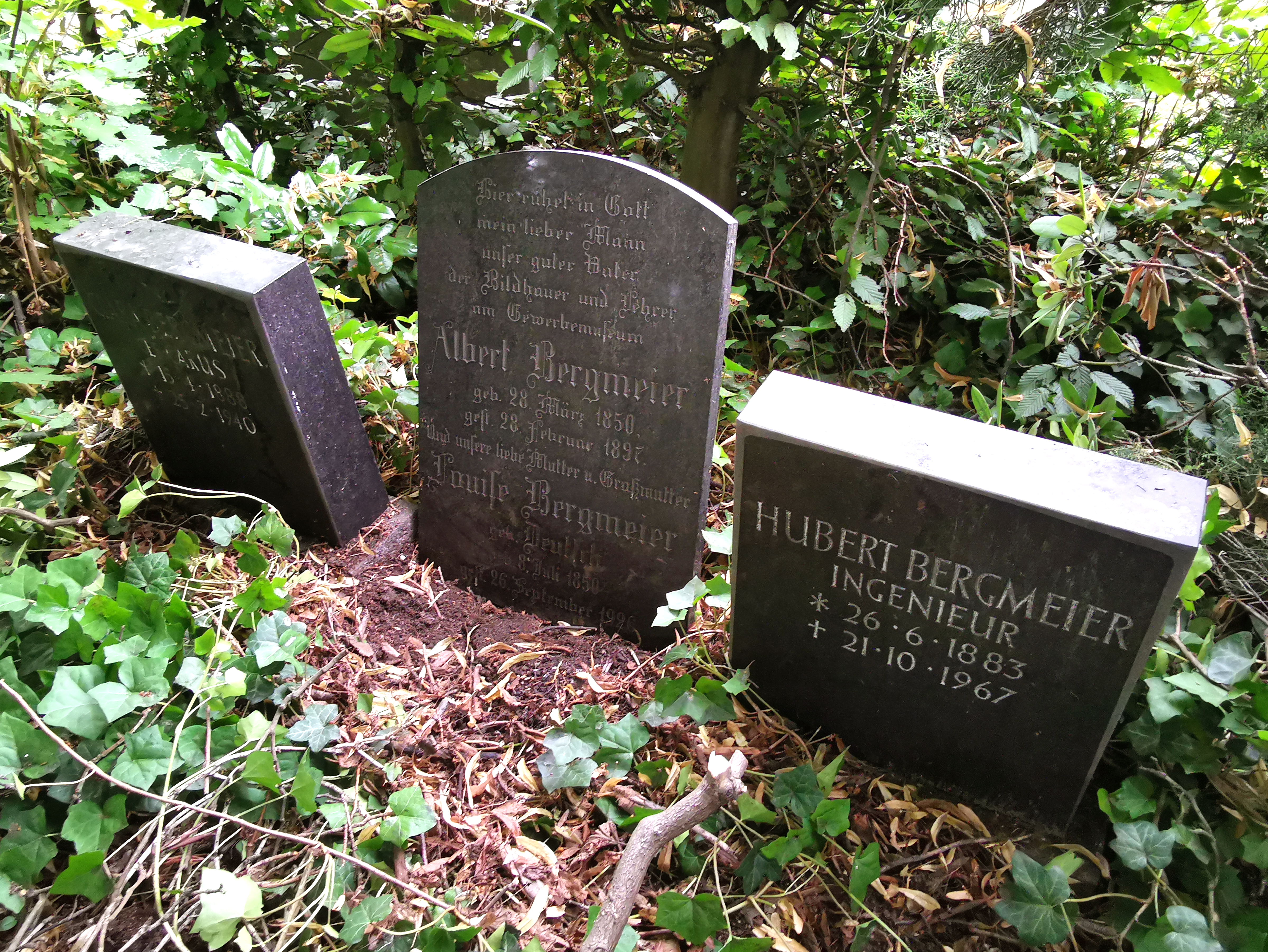
Familiengrab auf dem Friedhof Steglitz, Abt. II c

Karl Albert Bergmeier, auch Bergmeyer, (* 28. März 1856 in Steglitz; † 28. Februar 1897 ebenda) war ein deutscher Bildhauer.

## Leben
Sein Studium begann er 1873 an der Berliner Kunstakademie unter Albert Wolff und Fritz Schaper, er setzte es von 1876 bis 1877 als Meisterschüler bei Reinhold Begas fort.
Nach der Auszeichnung mit dem Preußischen Staatspreis 1881 und damit verbundenem Romaufenthalt in der Villa Strohl-Fern im Jahr 1883, unterrichtete er seit 1882 an der Unterrichtsanstalt des Kunstgewerbemuseums Berlin.
Zwischen 1888 und 1891 war er neben Karl Begas (1845–1916), Karl Bernewitz (1858–1934) und Johann Götz (1865–1934) an der Ausführung des Neptunbrunnens in Berlin beteiligt, die Gesamtleitung hatte Reinhold Begas.
Im gleichen Zeitraum schuf er den 1890 eingeweihten Hasselbach-Brunnen in Magdeburg, ein Brunnendenkmal für den ehemaligen Oberbürgermeister Gustav Hasselbach, nach seinem siegreichen Entwurf in einem bereits 1883/1884 ausgetragenen Wettbewerb.
Seit 1881 war er mit Louise Deutsch verheiratet.

## Arbeiten und Entwürfe
- 1887
  - Joachim-Henniges-von-Treffenfeld-Büste für die westliche Feldherrenhalle in der Ruhmeshalle im Berliner Zeughaus; verschollen
  - Herzog Ferdinand von Braunschweig-Büste für die westliche Feldherrenhalle in der Ruhmeshalle im Berliner Zeughaus; verschollen
- 1890: Wandgrab für den Brauereibesitzer Ernst Hillig (1833–1890),[5] (erhalten)[6]